# Leptoscirtus
Leptoscirtus is een geslacht van rechtvleugeligen uit de familie veldsprinkhanen (Acrididae). De wetenschappelijke naam van dit geslacht is voor het eerst geldig gepubliceerd in 1888 door Saussure.

## Soorten
Het geslacht Leptoscirtus omvat de volgende soorten:
- Leptoscirtus aviculus Saussure, 1888
- Leptoscirtus dubius Fishelson, 1993
- Leptoscirtus herero Karny, 1910
- Leptoscirtus isphahanicus Uvarov, 1933
- Leptoscirtus unguiculatus Saussure, 1888